# 马尔斯苏布尔克
马尔斯苏布尔克（法語：Mars-sous-Bourcq，法語發音：[maʁs su buʁk]，意为“布尔克下方的马尔斯”）是法国大東部大區阿登省的一个市镇，属于武济耶区。

## 地理
马尔斯苏布尔克（49°23'48"N, 4°38'28"E）面积4.73 平方千米，位于法国大東部大區阿登省，该省份为法国北部内陆省份，西接埃纳省，南至马恩省，东临默兹省，北与比利时接壤。
与马尔斯苏布尔克接壤的市镇（或旧市镇、城区）包括：布尔克、格里维-卢瓦西、图尔塞勒-肖蒙、武济耶。

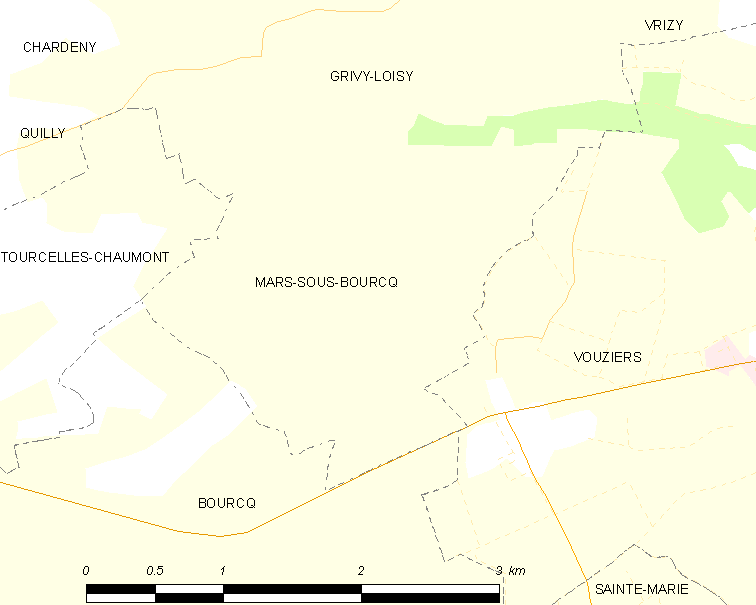
马尔斯苏布尔克的OSM定位图

马尔斯苏布尔克的时区为UTC+01:00、UTC+02:00（夏令时）。

## 行政
马尔斯苏布尔克的邮政编码为08400，INSEE市镇编码为08279。

## 政治
马尔斯苏布尔克所属的省级选区为阿蒂尼县。

## 人口

1962-2008年间马尔斯苏布尔克人口变化图示

马尔斯苏布尔克于2022年1月1日时的人口数量为62人。